# The Who by Numbers
The Who by Numbers este al șaptelea album al trupei engleze de rock The Who, lansat pe 3 octombrie 1975, în Marea Britanie prin Polydor Records și pe 25 octombrie 1975, în Statele Unite prin MCA Records. A fost numit al zecelea album al anului de către publicația The Village Voice, secțiunea "Pazz & Jop".

## Lista pieselor
1. "Slip Kid" (4:32)
2. "However Much I Booze" (5:03)
3. "Squeeze Box" (2:42)
4. "Dreaming from The Waist" (4:09)
5. "Imagine a Man" (4:04)
6. "Success Story" (John Entwistle) (3:24)
7. "They Are All in Love" (3:03)
8. "Blue, Red and Grey" (2:50)
9. "How Many Friends" (4:07)
10. "In a Hand or a Face" (3:25)

- Toate cântecele au fost scrise de Pete Townshend cu excepția celor notate.

## Single-uri
- "Squeeze Box" (1975)
- "Slip Kid" (1976)

## Componență
- Roger Daltrey - voce principală , muzicuță
- John Entwistle - chitară bas, bas cu 8 corzi, tropmpetă, claviaturi, voce, voce principală pe "Succes Story"
- Keith Moon - baterie, percuție
- Pete Townshend - chitară, claviaturi, ukulele, acordeon, banjo, voce, voce principală pe "However Much I Booze", "Blue, Red and Grey" și "Succes Story"